# Rodzinka.pl
Rodzinka.pl je polský komediální televizní seriál vysílaný od roku 2011 na stanici TVP2. Do roku 2019 vzniklo 14 řad s celkem 265 díly a 1 speciální díl. Prvních pět sérií bylo uvedeno v letech 2011–2013, poté následovala dvouletá přestávka. V roce 2013 byl natočen odvozený „miniseriál“ Boscy w sieci, který obsahuje 13 dílů o délce kolem tří minut.
Seriál Rodzinka.pl pojednává o pětičlenné rodině Boskových, kteří žijí ve Varšavě a kteří ve velké míře využívají mobilní síť Orange a její aplikace.

## Obsazení
| Herec                      | Role          |
| -------------------------- | ------------- |
| Małgorzata Kożuchowska     | Natalia Boska |
| Tomasz Karolak             | Ludwik Boski  |
| Maciej Musiał              | Tomek Boski   |
| Adam Zdrójkowski           | Kuba Boski    |
| Mateusz Pawłowski          | Kacper Boski  |
| Agata Kulesza              | Marysia       |
| Jacek Braciak              | Marek         |
| Olga Kalicka               | Magda         |
| Adam Sikora                | Filip         |
| Emilia Dankwa              | Zosia         |
| Wiktoria Gąsiewska         | Agata         |
| Julia Wieniawa-Narkiewicz  | Paula         |
| Magdalena Stużyńska-Brauer | Viola         |
| Witold Sosulski            | Antek         |
| Halina Skoczyńska          | Janina Lipska |
| Michał Grudziński          | Zenon Lipski  |
| Krzysztof Dracz            | Jan           |
| Agnieszka Wosińska         | Beata         |

## Vysílání
| Řada | Díly          | Premiéra v Polsku | Premiéra v Polsku  |
| Řada | Díly          | První díl         | Poslední díl       |
| ---- | ------------- | ----------------- | ------------------ |
| 1    | 26            | 2. března 2011    | 25. května 2011    |
| 2    | 26            | 7. září 2011      | 7. prosince 2011   |
| 3    | 26            | 7. září 2012      | 30. listopadu 2012 |
| 4    | 26            | 1. března 2013    | 7. června 2013     |
| 5    | 26            | 6. září 2013      | 6. prosince 2013   |
| 6    | 26            | 6. března 2015    | 5. června 2015     |
| 7    | 13            | 11. září 2015     | 4. prosince 2015   |
| 8    | 13            | 4. března 2016    | 3. června 2016     |
| 9    | 13            | 2. září 2016      | 2. prosince 2016   |
| 10   | 13            | 3. března 2017    | 2. června 2017     |
| 11   | 17            | 8. září 2017      | 15. prosince 2017  |
| 12   | 14            | 2. března 2018    | 8. června 2018     |
| 13   | 13            | 14. září 2018     | 7. prosince 2018   |
| 14   | 13            | 8. března 2019    | 7. června 2019     |
| 15   | bude oznámeno | 8. září 2019      | bude oznámeno      |